# Egyházi rend
Az egyházi rend vagy papi rend a katolikus egyházban a hét szentség közül a hatodik, a papság szentsége („papi szentség”). 
Az egyházi rend szentségét csak a püspök szolgáltathatja ki, mégpedig kézrátétel és imádság által. Az egyházi rend alkotja a katolikus egyház klérusát.

## Fokozatai
A II. vatikáni zsinat utáni reformok szerint három nagyobb (szentségi jellegű) és két kisebb (szentelményi jellegű) fokozata van:
Szolgálatok
- felolvasó (lector)
- gyertyavivő (acolythus)

Rendek (csak és kizárólag három)
- szerpap (diaconus)
- áldozópap (presbyter)
- püspök (episcopus)

A két kisebb szolgálat nem azonos a hagyományos római rítus gyertyavivőjével és felolvasójával. A régi alszerpapság (subdiaconatus) funkcióit megosztva örökölte a két avatással elnyerhető szolgálat.
A Karoling-kortól kezdődően egészen a II. vatikáni zsinat utáni reformokig 8 (9) lépcsőfoka volt az egyházi rendnek, bár ezek csak címek:
- hajkorona (tonsura)

Kisebb címek
- ajtónálló (ostiarius)
- felolvasó (lector)
- ördögűző (exorcista)
- gyertyavivő (acolythus)

Nagyobb címek
- alszerpap (subdiaconus)
- szerpap (diaconus)
- áldozópap (presbyter)
- püspök episcopus

Részletesebben lásd a katolikus egyház szócikkben!

## Az egyházi rendbe való felvétel
Az egyházi rend a felszentelés (ordinatio) által az egyház közvetlen szolgálatára és az egyházi hatalom gyakorlására van hivatva és feljogosítva. 
A papi rendbe való felvétel egyedüli módja a felszentelés, amely miként a keresztség, eltörölhetetlen jellegű. Ahogy a megkeresztelt személy nem keresztény hitre történő áttérés dacára nem szűnik meg keresztény lenni, úgy az egyszer pappá felszentelt többé laikus nem lehet. A tridenti zsinattól kezdve anatemával (egyházi átok) sújtották azokat, akik ezt tagadni merészelték.

## Szolgálatok
A három fokozat előtt vannak az ún. szolgálatok, régebbi nevükön kisebb rendek, amelyek ősegyházi szolgálatokon alapulnak. Ezek: lektor (=felolvasó), akolitus (=az Oltáriszentség rendkívüli kiszolgáltatója). A II. vatikáni zsinat előtt volt még osztiárius (ajtónálló), exorcista (ördögűző), ezeket azért szüntették meg, mert már évszázadok óta végképp nem volt gyakorlati jelentősége. (Az exorcista mint szolgálat nem tévesztendő össze a ma is létező ördögűző feladatával, ezt püspök tölti be, aki ezt átruházhatja papokra).

## Az egyházi rend és a laikusok viszonya
Az egyházi rend alkotja a szoros értelemben vett papságot, míg a keresztség által az egyházba felvett többi hívő, a laikusok csak a tágabb értelemben vett papsághoz tartoznak. Az egyházi rend éles megkülönböztetése a laikusoktól az egyik lényeges különbség a katolicizmus és a protestantizmus között. Az utóbbi a hívek általános papságát vallja, és a katolikus egyházi rendet történetileg fejlődött, nem az őskeresztény egyházban gyökerező intézménynek tekinti.